# AKB48 Team TP
AKB48 Team TP là một nhóm nhạc thần tượng nữ của Đài Loan và là nhóm chị em quốc tế thứ 5 của AKB48, sau JKT48 của Indonesia, AKB48 Team SH (hiện thay cho SNH48) của Trung Quốc, BNK48 của Thái Lan và MNL48 của Philippines, từng được biết đến với tên gọi TPE48. Nhóm được đặt theo tên gọi quốc tế của Đài Bắc là "Taipei", vốn là thủ đô của Đài Loan.
Màu chính thức của nhóm là màu gradient cam vàng. Nhóm hoạt động theo mô hình "Idol you can meet" (thần tượng bạn có thể gặp mặt). Khái niệm này bao gồm các buổi concert tại các sự kiện trước công chúng và sự kiện "bắt tay" (Handshake Event), nơi người hâm mộ có thể gặp các thành viên trong nhóm, giống các nhóm nhạc chị em khác của AKB48.

## Lịch sử

### TPE48
Việc thành lập nhóm nhạc TPE48 đã được công bố vào ngày 10 tháng 10 năm 2011. Thời điểm đó, công ty AKS có hợp tác với chi nhánh Đài Bắc của tập đoàn Yoshimoto Kogyo và mong đợi sẽ bắt đầu công việc tuyển chọn vào năm 2012. Tuy nhiên, hai bên đã thất bại trong việc đạt được đồng thuận về công tác chuẩn bị, và vì vậy nhóm nhạc bị đình trệ sau nửa cuối năm 2012.
Tháng 4 năm 2015, AKS đã tổ chức "Buổi tuyển cử AKB48 tại Đài Loan" (AKB48 Taiwan Audition) để chiêu mộ các thành viên nhóm AKB48 người Đài Loan trong suốt thời gian diễn ra buổi hòa nhạc của nhóm HKT48 tại đây. Tháng 8 cùng năm, kết quả cuối cùng của đợt tuyển cử được công bố và những người thắng cuộc được gom vào để lập ra đội "Thực tập sinh AKB48 tại Đài Loan" (AKB48 Taiwan Kenkyusei), trong đó bao gồm cả thành viên ngoại quốc đầu tiên của AKB48 là Mã Gia Linh.
Ngày 26 tháng 3 năm 2016, AKS tuyên bố lại một lần nữa về việc thành lập nhóm nhạc TPE48 tại buổi hòa nhạc tốt nghiệp của Takahashi Minami, cũng như tuyển chọn các thành viên thế hệ thứ nhất từ ngày 1 tháng 9 đến 1 tháng 10 năm 2017.

### AKB48 Team TP

#### 2018: Ra mắt thế hệ đầu tiên, single đầu tayMae Shinka Mukanee

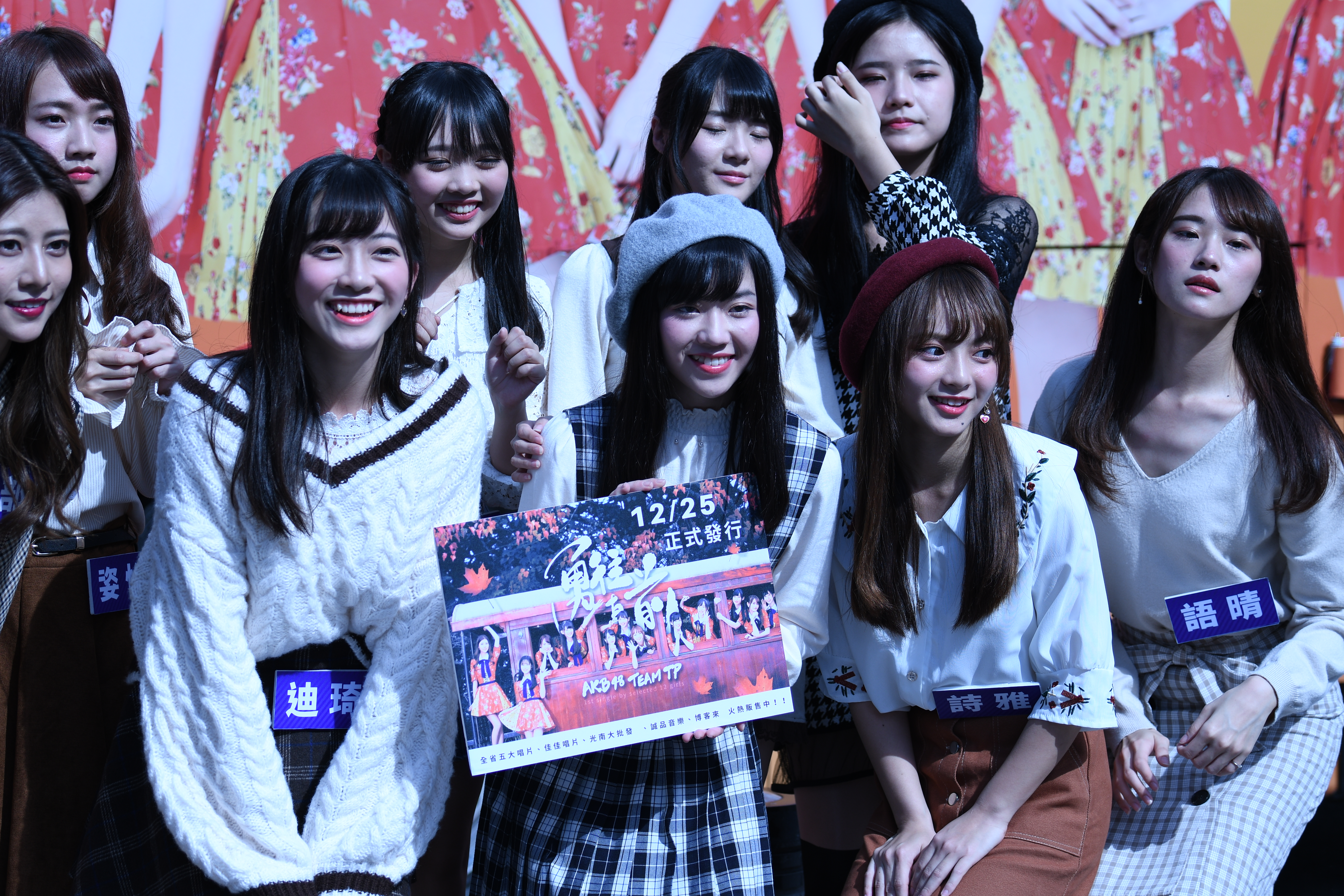
AKB48 Team TP năm 2018

Ngày 16 tháng 6 năm 2018, TPE48 Entertainment (tức công ty quản lý của TPE48) đã lâm vào khủng hoảng tài chính, đội ngũ nhân viên đã không được lĩnh lương từ khoảng 3 tháng trước. Ngày 30 tháng 7 năm 2018, công ty AKS phải chấm dứt thỏa thuận liên doanh và giấy phép bản quyền với TPE48 Entertainment rồi lập ra nhóm AKB48 Team TP. Nhóm ra mắt thế hệ đầu tiên với 29 thành viên vào ngày 25/8.
Ngày 25 tháng 12, nhóm ra mắt MV đầu tay mang tên "Mae Shinka Mukanee" nằm trong single đầu tay cùng tên.

#### 2019: 2 chuyến lưu diễn,TTP Festival, Yuuhi wo Miteiru ka?, Sougen no Kiseki,ra mắt thế hệ thứ 2, tham dự NHK Kōhaku Uta Gassen
Ngày 27 tháng 1 năm 2019, nhóm tham gia concert "AKB48 Group Asia Festival 2019 in Bangkok" tại Bangkok, Thái Lan, biểu diễn cùng các nhóm chị em AKB48, BNK48 (chủ nhà), JKT48, MNL48, AKB48 Team SH và SGO48. 10 thành viên đại diện cho nhóm tại concert bao gồm: Tằng Thi Vũ, Trần Thi Viên, Abe Maria, Lưu Ngữ Tình, Phan Tư Di, Lưu Khiết Minh, Tiễn Địch Kỳ, Khâu Phẩm Hàm, Lâm Vu Hinh, Lý Mạnh Thuần.
Nhóm ra mắt Đĩa đơn kĩ thuật số đầu tiên Sougen no Kiseki (綠草地上的奇蹟) vào ngày 15/4, single thứ 2 TTP Festival ra mắt vào ngày 26/7
Sau đó vào ngày 24/8, nhóm tham gia concert "AKB48 Group Asia Festival 2019 in Shanghai" tại Thượng Hải, Trung Quốc, biểu diễn cùng chủ nhà AKB48 Team SH và các nhóm chị em thuộc AKB48 Group. 8 thành viên Phan Tư Di, Trần Thi Nhã, Khâu Phẩm Hàm, Tiễn Địch Kỳ, Lưu Hiểu Tình, Lưu Khiết Minh, Lưu Ngữ Tình, Lâm Vu Hinh tham dự sự kiện
Nhóm phát hành single thứ 3 Yuuhi wo Miteiru ka? vào ngày 25/12, 4 ngày sau khi nhóm công bố 8 thành viên thế hệ thứ 2 Tại đại nhạc hội NHK Kōhaku Uta Gassen lần thứ 70 (第70 回NHK紅白歌合戦, The 70th NHK Red & White Song Battle) tổ chức ngày 31/12, Khâu Phẩm Hàm đại diện nhóm biểu diễn bài hát "Koisuru Fortune Cookie" cùng các nhóm chị em thuộc AKB48

#### 2020: UHHO UHHOHO, nhóm nhỏ The Puzzle5, tham dự ONE LOVE ASIA
Nhóm ra mắt single thứ 4 UHHO UHHOHO (嗚吼嗚吼吼) vào ngày 17/9 Nhóm ra mắt nhóm nhỏ The Puzzle5 vào ngày 3/2 với 5 thành viên Lý Giai Lợi (Liz-hát chính), Tiễn Địch Kỳ (StaRry- trống), Phan Tư Di (Mayon-Bass), Bách Linh (LiEn -Organ), Lâm Đình Lị (IZ-Guitar) cùng single Majisuka Rock'n'Roll ra mắt ngày 4/12
Vào ngày 27/5, 3 thành viên Khâu Phẩm Hàm, Tiển Địch Kỳ, Lâm Vu Hinh đại diện nhóm biểu diễn cùng các nhóm chị em thuộc AKB48 và các nghệ sỹ khác của Châu Á tại sự kiện ONE LOVE ASIA

#### 2021: Những sự thay đổi, tham dự AKB48 Group Asia Festival 2021 Online, đĩa đơn Original đầu tiên Ticktock Promise
Vào ngày 1/1, Eric Chen (陈子鸿) thông báo từ chức tổng giám đốc công ty điều hành, thay thế là ông Lương Chí Thành (梁秩誠)
Vào ngày 25/3, Honda Yuzuka thông báo tốt nghiệp vì lý do sức khỏe
Vào ngày 12/4, nhóm cho biết 16 thành viên Trần Thi Nhã, Lý Mạnh Thuần, Phan Tư Di, Bách Linh, Tiển Địch Kỳ, Thái Á Ân, Khâu Phẩm Hàm, Fujii Mayu, Lâm Tiệp, Lưu Ngữ Tinh, Lý Giai Lợi, Lưu Hiểu Tinh, Lâm Vu Hinh, Châu Giai Úc, La Thụy Đình, Trịnh Giai Úc sẽ tham dự AKB48 Group Asia Festival 2021 Online tổ chức trực tuyến vì Đại dịch COVID-19 và trình chiếu ở Tokyo Dome City Hall ở Tokyo, Nhật Bản.
Nhóm ra mắt single thứ 5 Ticktock Promise (一秒一秒 約好) là đĩa đơn Original đầu tiên của nhóm vào ngày 15/10, với Lâm Vu Hinh sẽ là center.

## Thành viên

### Thành viên hiện tại
Danh sách thành viên kể từ ngày 15 tháng 11 năm 2021:

#### Daisy
| Tên                   | Hán tự   | Latin          | Ngày sinh (tuổi)  | Nơi sinh              | Quốc tịch         | Thế hệ         | Chú thích                   |
| Thành viên chính thức |          |                |                   |                       |                   |                |                             |
| Quốc Hưng Vũ          | 國興瑀   | Kuo Shin-yu    | 11 tháng 10, 2002 | Đài Bắc, Đài Loan     | Đài Loan          | AKB48 Đài Loan | –                           |
| Lý Mạnh Thuần         | 李孟純   | Lee Meng-chun  | 4 tháng 6, 2002   | Bình Đông, Đài Loan   | Đài Loan          | 1              | –                           |
| Phan Tư Di            | 潘姿怡   | Pan Tzi-yi     | 28 tháng 7, 1996  | Đài Bắc, Đài Loan     | Đài Loan          | 1              | Thành viên unit The Puzzle5 |
| Bách Linh             | 柏靈     | Po Ling        | 13 tháng 9, 1999  | Đài Bắc, Đài Loan     | Brazil · Đài Loan | 1              | Thành viên unit The Puzzle5 |
| Tiễn Địch Kỳ          | 冼迪琦   | Sin Tik-kei    | 13 tháng 2, 1999  | Hồng Kông, Trung Quốc | Hồng Kông         | 1              | Thành viên unit The Puzzle5 |
| Sái Á Ân              | 蔡亞恩   | Tsai Ya-en     | 21 tháng 10, 2000 | Cơ Long, Đài Loan     | Đài Loan          | 1              | –                           |
|                       |          | Thực tập sinh  |                   |                       |                   |                |                             |
| Lý Thái Khiết         | 李采潔   | Li Cai-Jie     | 15 tháng 3, 2004  | Đài Bắc, Đài Loan     | Đài Loan          | 1              | –                           |
| Lâm Khiết Tâm         | 林潔心   | Lin Chieh-hsin | 27 tháng 3, 2003  | Tân Bắc, Đài Loan     | Đài Loan          | 1              | –                           |
| Lâm Giai Nghê         | 林佳霓   | Lin Jia-ni     | 1 tháng 4, 2005   | Tân Bắc, Đài Loan     | Đài Loan          | 2              | –                           |
| Cung Điền • Lưu Giai  | 宮田留佳 | Miyata Ruka    | 22 tháng 4, 1996  | Yamanashi, Nhật Bản   | Nhật Bản          | 2              | –                           |
| Đổng Tử Huyên         | 董子瑄   | Tung Zih-syuan | 4 tháng 12, 2003  | Đài Bắc, Đài Loan     | Đài Loan          | 1              | –                           |
| Ngô Uyển Lăng         | 吳婉淩   | Wu Wan-ling    | 8 tháng 10, 2004  | Đài Bắc, Đài Loan     | Đài Loan          | 2              | –                           |

#### Bellflower
| Tên                | Hán tự                | Latin          | Ngày sinh (tuổi)  | Nơi sinh            | Quốc tịch | Thế hệ         | Chú thích                        |
|                    | Thành viên chính thức |                |                   |                     |           |                |                                  |
| Khâu Phẩm Hàm      | 邱品涵                | Chiu Pin-han   | 24 tháng 12, 1999 | Đài Bắc, Đài Loan   | Đài Loan  | AKB48 Đài Loan | –                                |
| Đằng Tĩnh • Ma Yêu | 藤井麻由              | Fujii Mayu     | 30 tháng 11, 1998 | Osaka, Nhật Bản     | Nhật Bản  | 1              | –                                |
| Lý Giai Lợi        | 李佳俐                | Lee Jia-li     | 5 tháng 11, 2001  | Đài Bắc, Đài Loan   | Đài Loan  | 1              | Thành viên unit The Puzzle5      |
| Lâm Tiệp           | 林倢                  | Lin Chieh      | 14 tháng 2, 2001  | Tân Trúc, Đài Loan  | Đài Loan  | AKB48 Đài Loan | –                                |
| Lưu Ngữ Tình       | 劉語晴                | Liu Yu-ching   | 14 tháng 7, 1996  | Đào Viên, Đài Loan  | Đài Loan  | 1              | Đội trưởng của Bellflower        |
| Vương Dật Gia      | 王逸嘉                | Wang Yi-chia   | 18 tháng 11, 2001 | Gia Nghĩa, Đài Loan | Đài Loan  | 1              | –                                |
|                    | Thực tập sinh         |                |                   |                     |           |                |                                  |
| Trương Pháp Pháp   | 張法法                | Chang Fa-fa    | 27 tháng 12, 2001 | Đài Đông, Đài Loan  | Đài Loan  | 1              | –                                |
| Trịnh Dư Uy        | 鄭妤葳                | Cheng Yu-we    | 11 tháng 11, 2003 | Đài Nam, Đài Loan   | Đài Loan  | 1              | –                                |
| Châu Gia An        | 周家安                | Chou Chia-an   | 10 tháng 9, 2003  | Đài Trung, Đài Loan | Đài Loan  | 2              | Cựu thực tập sinh AKB48 Đài Loan |
| Cao Vân Giác       | 高云珏                | Gao Yun-jue    | 20 tháng 10, 2001 | Đài Trung, Đài Loan | Đài Loan  | 1              | –                                |
| La Thụy Đình       | 羅瑞婷                | Lo Jui-ting    | 6 tháng 8, 2004   | Đài Bắc, Đài Loan   | Đài Loan  | 1              | –                                |
| Thái Y Nhu         | 蔡伊柔                | Tsai Yi-jou    | 15 tháng 7, 2001  | Tân Bắc, Đài Loan   | Đài Loan  | 1              | –                                |
| Ông Đồng Huân      | 翁彤薫                | Weng Tung-hsun | 19 tháng 5, 1997  | Đài Bắc, Đài Loan   | Đài Loan  | 2              | –                                |

#### Sakura
| Tên                | Hán tự                | Latin         | Ngày sinh (tuổi)  | Nơi sinh              | Quốc tịch           | Thế hệ         | Chú thích                        |
|                    | Thành viên chính thức |               |                   |                       |                     |                |                                  |
| Trương Vũ Linh     | 張羽翎                | Chang Yu-ling | 11 tháng 7, 2003  | Hoa Liên, Đài Loan    | Đài Loan            | AKB48 Đài Loan | –                                |
| Lưu Hiểu Tình      | 劉曉晴                | Lau Hiu-ching | 2 tháng 8, 2000   | Hồng Kông, Trung Quốc | Hồng Kông           | 1              | Đội trưởng của Sakura            |
| Lâm Diệc Vân       | 林易沄                | Lin Yi-yun    | 21 tháng 11, 2000 | Tân Bắc, Đài Loan     | Đài Loan            | 1              | –                                |
| Lâm Vu Hinh        | 林于馨                | Lin Yu-hsin   | 14 tháng 1, 2002  | Nghi Lan, Đài Loan    | Đài Loan            | 1              | Cựu thực tập sinh AKB48 Đài Loan |
| Châu Giai Uất      | 周佳郁                | Zhou Jia-yu   | 19 tháng 11, 1997 | Đài Bắc, Đài Loan     | Đài Loan            | 1              | –                                |
|                    | Thực tập sinh         |               |                   |                       |                     |                |                                  |
| Trịnh Giai Uất     | 鄭佳郁                | Cheng Chia-yu | 28 tháng 4, 2004  | Đài Bắc, Đài Loan     | Đài Loan            | 1              | –                                |
| Cao Nghiễn Thần    | 高硯晨                | Kao Yen-chen  | 16 tháng 7, 2006  | Tân Bắc, Đài Loan     | Đài Loan            | 1              | –                                |
| Lâm Đình Lị        | 林亭莉                | Lin Ting-li   | 1 tháng 6, 1999   | Đào Viên, Đài Loan    | Đài Loan            | 2              | Thành viên unit The Puzzle5      |
| Tiểu Sơn • Mỹ Linh | 小山美玲              | Oyama Mirei   | 28 tháng 6, 2002  | Fukuoka, Nhật Bản     | Nhật Bản · Đài Loan | 1              | –                                |
| Ngô Kỳ Hủy         | 吳騏卉                | Wu Chi-hui    | 25 tháng 10, 1998 | Đài Bắc, Đài Loan     | Đài Loan            | 2              | –                                |
| Viên Tử Trúc       | 袁子筑                | Yuan Tzu-chu  | 7 tháng 5, 1999   | Tân Bắc, Đài Loan     | Đài Loan            | 2              | –                                |

### Thành viên tạm dừng hoạt động
| Tên           | Hán tự | Latin       | Ngày sinh (tuổi) | Nơi sinh           | Quốc tịch | Unit  | Thế hệ              | Ngày tạm dừng hoạt động | Lý do ngừng hoạt động |
| Giả Nghi Trân | 賈宜蓁 | Chia I-chen | 18 tháng 8, 1999 | Tân Trúc, Đài Loan | 1         | Daisy | 1 tháng 1, 2022–nay | Lý do học tập           |                       |

### Thành viên cũ
| Tên                  | Hán tự     | Latin           | Ngày sinh (tuổi)  | Nơi sinh              | Quốc tịch           | Thế hệ         | Chú thích                                   |
| TPE48                |            |                 |                   |                       |                     |                |                                             |
| Trần Gia Hi          | 陳嘉希     | Chan Ka-hei     | 9 tháng 3, 1999   | Hồng Kông, Trung Quốc | Hồng Kông           | 1              | Rút lui khỏi nhóm vào tháng 3, 2018 (TPE48) |
| Trương Cạnh          | 張競       | Chang Ching     | 5 tháng 6, 2002   | Đài Bắc, Đài Loan     | Đài Loan            | 1              | Rút lui khỏi nhóm vào tháng 3, 2018 (TPE48) |
| Trần Vĩ              | 陳暐       | Chen Wei        | 3 tháng 1, 2000   | Đài Trung, Đài Loan   | Đài Loan            | 1              | Rút lui khỏi nhóm vào tháng 3, 2018 (TPE48) |
| Huỳnh Tử Tình        | 黃子晴     | Huang Tzu-ching | 31 tháng 3, 2000  | Cao Hùng, Đài Loan    | Đài Loan            | 1              | Rút lui khỏi nhóm vào tháng 3, 2018 (TPE48) |
| Lý Ân Vân            | 李恩妘     | Lee En-yun      | 3 tháng 8, 2000   | Đài Bắc, Đài Loan     | Đài Loan            | 1              | Rút lui khỏi nhóm vào tháng 3, 2018 (TPE48) |
| Ôn Thần Quân         | 溫晨君     | Wen Chen-chun   | 28 tháng 8, 1997  | Đài Bắc, Đài Loan     | Đài Loan            | 1              | Rút lui khỏi nhóm vào tháng 3, 2018 (TPE48) |
| Trần Lâm             | 陳琳       | Chen Lin        | 3 tháng 1, 2006   | Đài Bắc, Đài Loan     | Đài Loan            | 1              | Rời nhóm trước khi thành lập AKB48 Team TP  |
| Lý Thần Hy           | 李晨熙     | Lee Chen-si     | 25 tháng 7, 2000  | Đài Nam, Đài Loan     | Đài Loan            | 1              | Rời nhóm trước khi thành lập AKB48 Team TP  |
| Lưu Nghiên Đình      | 劉姸廷     | Liu Yen-ting    | 13 tháng 10, 2003 | Đài Bắc, Đài Loan     | Đài Loan            | 1              | Rời nhóm trước khi thành lập AKB48 Team TP  |
| Ông Lập Phi          | 翁立霏     | Wen Li-fei      | 11 tháng 2, 2000  | Đài Bắc, Đài Loan     | Đài Loan            | 1              | Rời nhóm trước khi thành lập AKB48 Team TP  |
| Trần Thi Viên        | 陳詩媛     | Chen Shih-yuan  | 24 tháng 4, 1995  | Đài Bắc, Đài Loan     | Đài Loan            | AKB48 Đài Loan | Rời nhóm trước khi thành lập AKB48 Team TP  |
| AKB48 Team TP        |            |                 |                   |                       |                     |                |                                             |
| A Bẫu • Mã Lợi A     | 阿部瑪利亞 | Abe Maria       | 29 tháng 11, 1995 | Kanagawa, Nhật Bản    | Nhật Bản            | AKB48 10th     | Chuyển từ AKB48 từ tháng 11, 2017           |
| Lưu Khiết Minh       | 劉潔明     | Liu Jie-ming    | 19 tháng 4, 1997  | Đài Bắc, Đài Loan     | Đài Loan · Nhật Bản | 1              | Rời nhóm vì tranh chấp hợp đồng             |
| Bổn Điền • Dữu Huyên | 本田柚萱   | Honda Yuzuka    | 15 tháng 3, 2006  | Tân Trúc, Đài Loan    | Đài Loan · Nhật Bản | 1              | Tốt nghiệp vì lý do học tập và sức khỏe     |
| Lâm Gia Oánh         | 林家瑩     | Lin Chia-ying   | 4 tháng 12, 2000  | Tân Bắc, Đài Loan     | Đài Loan            | 1              | Tốt nghiệp vì lý do sức khỏe                |
| Tằng Thi Vũ          | 曾詩羽     | Tseng Shih-yu   | 12 tháng 2, 1995  | Vân Lâm, Đài Loan     | Đài Loan            | 1              | Tốt nghiệp vì lý do sức khỏe                |
| Trần Thi Nhã         | 陳詩雅     | Chen Shih-ya    | 24 tháng 4, 1995  | Đài Bắc, Đài Loan     | Đài Loan            | AKB48 Đài Loan | –                                           |

## Nhóm nhỏ
Năm 2020, nhóm thành lập unit The Puzzle5 với hình thức ban nhạc với 5 thành viên: Lý Giai Lợi, Tiễn Địch Kỳ, Phan Tư Di, Bách Linh, Lâm Đình Lị.
| Năm thành lập | Tên         | Thành viên   | Nghệ danh | Vai trò   | Đội        |
| 2020          | The Puzzle5 | Lý Giai Lợi  | Liz       | Hát chính | Bellflower |
| 2020          | The Puzzle5 | Tiễn Địch Kỳ | StaRry    | Trống     | Daisy      |
| 2020          | The Puzzle5 | Phan Tư Di   | Mayon     | Bass      | Daisy      |
| 2020          | The Puzzle5 | Bách Linh    | LiEn      | Keyboard  | Daisy      |
| 2020          | The Puzzle5 | Lâm Đình Lị  | IZ        | Guitar    | Sakura     |

## Danh sách đĩa nhạc

### Đĩa đơn
| Số | Tựa đề                                | Tựa đề                       | Danh sách bài hát                                                     | Ngày phát hành            | Hãng thu âm                                                 |
| 1  | Mae Shinka Mukanee (勇往直前)         | Can Đảm Tiến Lên             | Danh sách 1. Mae Shinka Mukanee 2. Sakura no Hanabiratachi            | Ngày 25 tháng 12 năm 2018 | Enjoy Music (sản xuất)/Universal Music Đài Loan (phát hành) |
| 2  | TTP Festival                          | TTP Festival                 | Danh sách 1. TTP Festival 2. LOVE Shugyou 3. Sougen no Kiseki         | Ngày 26 tháng 7 năm 2019  | Enjoy Music (sản xuất)/Universal Music Đài Loan (phát hành) |
| 3  | Yuuhi wo Miteiru ka? (看見夕陽了嗎？) | Bạn Có Thấy Hoàng Hôn Không? | Danh sách 1. Yuuhi wo Miteiru ka? 2. Only Today 3. Heart Gata Virus   | Ngày 25 tháng 12 năm 2019 | Enjoy Music (sản xuất)/Universal Music Đài Loan (phát hành) |
| 4  | UHHO UHHOHO                           | UHHO UHHOHO                  | Danh sách 1. UHHO UHHOHO 2. Hashire! Penguin 3. Ougon Center          | Ngày 17 tháng 9 năm 2020  | Enjoy Music (sản xuất)/Universal Music Đài Loan (phát hành) |
| 5  | Ticktock Promise (一秒一秒 約好)      | Một Giây Một Lần Hẹn Thứ Hai | Danh sách 1. Ticktock Promise 2. Chance no Junban 3. Mirai no Kajitsu | Ngày 15 tháng 10 năm 2021 | Enjoy Music (sản xuất)/Universal Music Đài Loan (phát hành) |

### Đĩa đơn kĩ thuật số
| Số | Tựa đề                            | Tựa đề                     | Ngày phát hành           |
| 1  | Sougen no Kiseki (綠草地上的奇蹟) | Phép Màu Trên Thảm Cỏ Xanh | Ngày 15 tháng 4 năm 2019 |

## Video

### Video âm nhạc
- Chú thích: In đậm là Center

| Năm  | Ngày phát hành    | Tên                     | Thành viên | Single/Album         | Ghi chú                                                                                     |
| 2018 | 25 tháng 12, 2018 | Mae Shinka Mukanee      | Lưu Ngữ Tình, Abe Maria, Trương Vũ Linh, Trần Thi Nhã, Khâu Phẩm Hàm, Lưu Hiểu Tình, Lý Mạnh Thuần, Lâm Vu Hinh, Lưu Khiết Minh, Phan Tư Di, Tiễn Địch Kỳ, Tằng Thi Vũ | Mae Shinka Mukanee   | MV đầu tiên của nhóm, sử dụng mô tuýp Senbatsu 12 thành viên thay vì 16 thành viên          |
| 2019 | 7 tháng 1, 2019   | Sakura no Hanabiratachi | Trần Thi Nhã, Khâu Phẩm Hàm, Abe Maria, Trương Vũ Linh, Lưu Hiểu Tình, Lý Mạnh Thuần, Lâm Vu Hinh, Lưu Khiết Minh, Lưu Ngữ Tình, Phan Tư Di, Tiễn Địch Kỳ, Tằng Thi Vũ | Mae Shinka Mukanee   | –                                                                                           |
| 2019 | 15 tháng 4, 2019  | Sougen no Kiseki        | Trần Thi Nhã, Abe Maria, Trương Vũ Linh, Khâu Phẩm Hàm, Fujii Mayu, Lưu Hiểu Tình, Lý Thái Khiết, Lý Giai Lợi, Lâm Tiệp, Lâm Vu Hinh, Lưu Khiết Minh, Lưu Ngữ Tình, La Thụy Đình, Phan Tư Di, Bách Linh, Thái Y Nhu, Tằng Thi Vũ, Đổng Tử Huyên, Vương Dật Gia, Châu Giai Uất | TTP Festival         | MV của Digital Single                                                                       |
| 2019 | 26 tháng 7, 2019  | TTP Festival            | Lâm Vu Hinh, Abe Maria, Trương Vũ Linh, Trần Thi Nhã, Khâu Phẩm Hàm, Lưu Hiểu Tình, Lý Gia Lợi, Lưu Khiết Minh, Lưu Ngữ Tình, Phan Thư Di, Bách Linh, Tiễn Địch Kỳ | TTP Festival         | –                                                                                           |
| 2019 | 19 tháng 9, 2019  | LOVE Shugyou            | Tằng Thi Vũ, Trịnh Giai Uất, Fuji Mayu, Cao Vân Giác, Lý Mạnh Thuần, Lý Thái Khiết, Lâm Tiệp, Lâm Khiết Tâm, Lâm Diệc Vân, La Thụy Đình, Oyama Mirei, Sái Á Ân, Thái Y Nhu, Đồng Tử Huyên, Vương Dật Gia, Châu Giai Uất                                                       | TTP Festival         | –                                                                                           |
| 2019 | 20 tháng 12, 2019 | Yuuhi wo Miteiru ka?    | Khâu Phẩm Hàm, Trương Vũ Linh, Trần Thi Nhã, Lưu Hiểu Tình, Lâm Tiệp, Lâm Vu Hinh, Lưu Khiết Minh, Lưu Ngữ Tình, Phan Tư Di, Tiễn Địch Kỳ, Tằng Thi Vũ | Yuuhi wo Miteiru ka? | Senbatsu đầu tiên bao gồm 16 thành viên                                                     |
| 2020 | 18 tháng 1, 2020  | Only Today              | Cao Vân Giác, Trịnh Giai Uất, Trịnh Dư Uy, Giả Nghi Trân, Cao Nghiễn Thần, Quốc Hưng Vũ, Lý Mạnh Thuần, Lý Thái Khiết, Lâm Gia Oánh, Lâm Khiết Tâm, Lâm Diệc Vân, La Thụy Đình, Oyama Mirei, Bách Linh, Vương Dật Gia                                                         | Yuuhi wo Miteiru ka? | –                                                                                           |
| 2020 | 17 tháng 9, 2020  | UHHO UHHOHO             | Lâm Vu Hinh, Trần Thi Nhã, Trịnh Giai Uất, Khâu Phẩm Hàm, Fuji Mayu, Lưu Hiểu Tình, Lý Mạnh Thuần, Lý Giai Lị, Lâm Tiệp, Lưu Ngữ Tình, La Thụy Đình, Phan Tư Di, Bách Linh, Tiễn Địch Kỳ, Sái Á Ân, Châu Giai Uất                                                             | UHHO UHHOHO          | Bài hát gốc của Team K (AKB48)                                                              |
| 2021 | 26 tháng 3, 2021  | Hashire! Penguin        | Thái Y Nhu, Trang Pháp Pháp, Trịnh Dư Uy, Khâu Phẩm Hàm, Châu Gia An, Fuji Mayu, Cao Vân Giác, Lý Giai Lị, Lâm Tiệp, Lưu Ngữ Tình, La Thụy Đình, Vương Dật Gia | UHHO UHHOHO          | Bài hát đầu tiên của Unit Bellflower, Ông Đồng Huân không tham gia vì bị đình chỉ hoạt động |
| 2021 | 20 tháng 9, 2021  | Ticktock Promise        | Lâm Vu Hinh, Trương Vũ Linh, Trần Thi Nhã, Khâu Phẩm Hàm, Fuji Mayu, Lưu Hiểu Tình, Lý Giai Lị, Lâm Giai Nghê, Lâm Đình Lị, Lâm Diệc Vân, Lưu Ngữ Tình, Phan Tư Di, Bách Linh, Tiễn Địch Kỳ, Sái Á Ân, Vương Dật Gia                                                          | Ticktock Promise     | Bài hát Original đầu tiên của nhóm                                                          |
| 2021 | 22 tháng 11, 2021 | Mirai no Kajitsu        | Lâm Vu Hinh, Trương Vũ Linh, Truơng Giai Uất, Cao Nghiễn Thần, Lưu Hiểu Tình, Lâm Đình Lị, Lâm Diệc Vân, Oyama Mirei, Ngô Kỳ Hủy, Viên Tử Trúc | Ticktock Promise     | Bài hát đầu tiên của Unit Sakura, Châu Giai Uất không tham gia vì bị đình chỉ hoạt động     |

## Danh sách phim & chương trình truyền hình

### Chương trình truyền hình
- TPE48 Village (梯批壹村) (ngày 26 tháng 4 và ngày 7 tháng 7 năm 2018)
- NHK Kōhaku Uta Gassen lần thứ 70 (第70 回NHK紅白歌合戦, The 70th NHK Red & White Song Battle-31/12/2019-NHK): Khâu Phẩm Hàm đại diện nhóm biểu diễn bài hát "Koisuru Fortune Cookie" cùng các nhóm chị em thuộc AKB48

### Quảng cáo và ký hậu
- Aikatsu! (Sega Amusements Taiwan, 2018-nay)

## Nhà hát
| Tên   | Unit       | Thời gian |
| RESET | Daisy      | 19/9/2020 |
| RESET | Bellflower | 19/9/2020 |
| RESET | Sakura     | 20/9/2020 |

## Danh sách sự kiện

### Các chuyến lưu diễn & concert
| Tên | Thời gian       | Địa điểm                                                        | Quốc gia                                | Ghi chú |
| Cùng AKB48 Group                                                                                              |                 |                                                                 |                                         | |
| AKB48 Group Asia Festival 2019 in Bangkok                                                                     | 27/1/2019       | IMPACT Arena, Muang Thong Thani                                 | Bangkok, Thái Lan                       | 10 thành viên tham dự bao gồm: Tằng Thi Vũ, Trần Thi Viên, Abe Maria, Lưu Ngữ Tình, Phan Tư Di, Lưu Khiết Minh, Tiễn Địch Kỳ, Khâu Phẩm Hàm, Lâm Vu Hinh, Lý Mạnh Thuần |
| AKB48 Group Asia Festival 2019 in Shanghai                                                                    | 24/8/2019       | Trung tâm Hội nghị và Triển lãm Quốc gia                        | Thượng Hải, Trung Quốc                  | 8 thành viên Phan Tư Di, Trần Thi Nhã, Khâu Phẩm Hàm, Tiễn Địch Kỳ, Lưu Hiểu Tình, Lưu Khiết Minh, Lưu Ngữ Tình, Lâm Vu Hinh tham dự sự kiện |
| AKB48 in Taipei 2019 ～Are You Ready For It?～                                                                | 19/10/2019      | Taipei Arena                                                    | Đài Bắc, Đài Loan                       | Biểu diễn cùng AKB48 và Rina Izuta (CGM48) |
| AKB48 Group Asia Festival 2021 ONLINE                                                                         | 27/6/2021       | Tokyo Dome City Hall                                            | Tokyo, Nhật Bản                         | - 16 thành viên Trần Thi Nhã, Lý Mạnh Thuần, Phan Tư Di, Bách Linh, Tiển Địch Kỳ, Thái Á Ân, Khâu Phẩm Hàm, Fujii Mayu, Lâm Tiệp, Lưu Ngữ Tinh, Lý Giai Lợi, Lưu Hiểu Tinh, Lâm Vu Hinh, Châu Giai Úc, La Thụy Đình, Trịnh Giai Úc tham dự sự kiện - Tổ chức trực tuyến do đại dịch COVID-19 |
| AKB48 Team TP tổ chức                                                                                         |                 |                                                                 |                                         | |
| AKB48 Team TP 1 Anniversary Mini Concert (AKB48 Team TP 1 周年紀念 Mini Concert)                              | 14-22/9/2019    | Huashan 1914 Cultural and Creative Industry Park Wumei Theater. | Đài Bắc, Đài Loan                       | Concert kỷ niệm 1 năm nhóm ra mắt |
| AKB48 Team TP Mini Concert ～Are You Ready For TP Again?～                                                    | 30/11-1/12/2019 | Huashan 1914 Cultural and Creative Industry Park Wumei Theater. | Đài Bắc, Đài Loan                       | |
| AKB48 Team TP Mini Concert ～Zhiyou Xiyang Meiyou Jingxi～ (AKB48 Team TP Mini Concert~只有夕陽沒有驚喜~)     | 18-19/1/2020    | Huashan 1914 Cultural and Creative Industry Park Wumei Theater. | Đài Bắc, Đài Loan                       | |
| AKB48 Team TP Mini Concert ～Unit Debut～ (AKB48 Team TP Mini Concert ～Unit 初登場～)                        | 7-8/3/2020      | Huashan 1914 Cultural and Creative Industry Park Wumei Theater. | Đài Bắc, Đài Loan                       | Trần Thi Nhã, Lưu Hiểu Tinh, Lưu Ngôn Tinh lần lượt được công bố làm đội trưởng 3 nhóm nhỏ Daisy, Sakura và Bellflower |
| AKB48 Team TP Mini Concert ～Huiyuan Xianding Chang～ (AKB48 Team TP Mini Concert ～ 會員限定場 ～)           | 30-31/5/2020    | Huashan 1914 Cultural and Creative Industry Park Wumei Theater. | Đài Bắc, Đài Loan                       | Buổi concert của 3 nhóm nhỏ Daisy, Sakura và Bellflower |
| AKB48 Team TP Mini Concert ～Come Meet!～ (AKB48 Team TP Mini Concert ～ 來見面吧！ ～)                       | 19-21/6/2020    | Huashan 1914 Cultural and Creative Industry Park Wumei Theater. | Đài Bắc, Đài Loan                       | Buổi concert của 3 nhóm nhỏ Daisy, Sakura và Bellflower |
| AKB48 Team TP Mini Concert ～Win The Summer with TTP～ (AKB48 Team TP Mini Concert ～ 與 TTP 一起戰勝夏天 ～) | 22-23/8/2020    | Huashan 1914 Cultural and Creative Industry Park Wumei Theater. | Đài Bắc, Đài Loan                       | Nhóm công bố concert kỷ niệm 2 năm nhóm ra mắt sẽ tổ chức vào tháng 10, sự kiện thể thao của nhóm tổ chức tháng 11 |
| AKB48 Team TP 2 Anniversary Concert (AKB48 Team TP 二周年紀念演唱會)                                          | 9/10/2020       | Taipei City Youth Development Office                            | Đài Bắc, Đài Loan                       | Concert kỷ niệm 2 năm nhóm ra mắt |
| Khác |                 |                                                                 |                                         | |
| COOL JAPAN FEST 2018                                                                                          | 8/12/2018       | The Grand Hotel                                                 | Đài Bắc, Đài Loan                       | Lễ hội Nhật Bản tại Đài Loan |
| 第一屆台日紅白歌合戰 (The 1st Taiwan-Japanese Red and White Songs)                                            | 13/4/2019       | Taipei PIPE Live Music                                          | Đài Bắc, Đài Loan                       | 6 thành viên Abe Maria, Trần Thi Nhã, Lưu Ngôn Tinh, Khâu Phẩm Hàm, Phan Tư Di, Lâm Vu Hinh tham dự, Abe Maria làm MC cho sự kiện |
| 2019 SUPER BAND 團團轉演唱會 (2019 SUPER BAND Tournament Concert)                                             | 20/4/2019       | Trung tâm hội nghị quốc tế Đài Bắc                              | Đài Bắc, Đài Loan                       | 12 thành viên Trần Thi Nhã, Lưu Ngôn Tinh, Khâu Phẩm Hàm, Phan Tư Di, Abe Maria, Tăng Thi Vũ, Trương Vũ Linh, Lâm Vu Hinh, Lưu Hiểu Tinh, Lý Giai Lợi, Bách Linh tham dự |
| ONE LOVE ASIA                                                                                                 | 27/5/2020       | Tổ chức trực tuyến do đại dịch COVID-19                         | Tổ chức trực tuyến do đại dịch COVID-19 | 3 thành viên Khâu Phẩm Hàm, Tiển Địch Kỳ, Lâm Vu Hinh biểu diễn cùng các nhóm chị em thuộc AKB48 và các nghệ sỹ khác tại Châu Á, phát sóng trên Youtube, WebTV ASIA |
| TIF ASIA TOUR KICK OFF                                                                                        | 3/9/2021        | Tổ chức trực tuyến do đại dịch COVID-19                         | Tổ chức trực tuyến do đại dịch COVID-19 | |

### Janken Taikai
- AKB48 Team TP Janken Tournament 2020[41]